# Вирус Норуолк
Вирус Норуолк, или вирус Норфолк (англ. Norwalk virus), — вид РНК-содержащих вирусов из семейства калицивирусов (Caliciviridae), единственный в роде норовирусов (Norovirus). Примерно в 90 % случаев этот вирус является причиной эпидемий желудочно-кишечных заболеваний небактериальной природы во всём мире, а в США отвечает за возникновение 50 % случаев заболевания гастроэнтеритом. Вирусам Норуолк могут быть подвержены люди всех возрастов. Вирусы передаются при прямом контакте с больным и гораздо реже — фекально-оральным способом через заражённую еду либо воду. Часто норовирусную инфекцию называют кишечным, или желудочным гриппом.
У переболевшего человека иммунитет вырабатывается обычно не до конца и носит временный характер. Существует врождённая предрасположенность к инфекции. Люди с первой группой крови заболевают чаще, в то время как третья и четвёртая группа крови менее восприимчивы к возбудителю.
Вспышки болезней, вызываемые вирусами Норуолк, чаще возникают в закрытых либо полузакрытых учреждениях, таких как лечебные учреждения для хронических больных, больницы, тюрьмы, общежития и круизные лайнеры, где однажды вирус появился, и инфекция распространяется очень быстро от человека к человеку либо через заражённую пищу. Во многих случаях норовирус передавался через еду, стоило только одному инфицированному человеку к ней прикоснуться. После единственного касания инфицированным человеком выключателя или ручки двери вирус, как правило, за несколько часов распространяется по всему зданию, однако использование дезинфицирующих средств и мытьё рук останавливает распространения инфекции.
Вирус Норуолк можно быстро деактивировать нагреванием или при обработке хлоросодержащими дезинфицирующими веществами. Он более устойчив к обработке спиртом и детергентами из-за того, что его частицы не имеют липидной оболочки.
Различают несколько геногрупп вируса Норуолк, и большинство поражающих человека классифицированы в геногруппы GI и GII.

## История
Вид с момента регистрации называется Norwalk virus по местности Норуолк, Огайо, где в ноябре 1968 года была зарегистрирована вспышка острого гастроэнтерита среди школьников одной начальной школы. В 1972 году в результате иммунноэлектронной микроскопии консервированных проб фекалий был обнаружен вирус, который получил название вирус Норуолк. С тех пор были зарегистрированы многочисленные заболевания с подобными симптомами. Клонирование и секвенирование генома вируса Норуолк показало, что эти вирусы имеют такую же геномную организацию, как и у вирусов семейства Caliciviridae. Название рода Norovirus было утверждено Международным комитетом по таксономии вирусов в 2002 году.
К типичным заболеваниям, вызываемым вирусами Норуолк, относят болезни ЖКТ в осенне-зимний период, одним из симптомов которых является тошнота: вирусный гастроэнтерит, заболевания, связанные с воспалением желудка.
Для обозначения вируса в разное время использовали и другие названия: SRSVs (мелкие круглые вирусы), вирус типа Саппоро (Sapporo), вирус Снежных гор (Snow Mountain).

## Симптомы
Инкубационный период составляет от 10 до 72 часов, в большинстве случаев симптомы проявляются через 1—2 суток. Это, как правило, самоизлечивающаяся болезнь, основные симптомы проходят через 1—3 дня. Её характерные признаками являются тошнота, рвота, диарея, а также боли в области живота, в некоторых случаях — потеря вкусовой чувствительности. У детей, как правило, в симптоматике преобладает рвота, у взрослых — диарея. Может наблюдаться сонливость, вялость, мышечная боль и небольшая лихорадка. Симптомы могут наблюдаться несколько дней.
В группу риска входят дети, пожилые люди и пациенты с ослабленной иммунной системой. Если игнорировать симптомы и не бороться с обезвоживанием организма, заболевание чревато опасными для жизни последствиями.
Норовирус, попав в организм человека, реплицируется в тонкой кишке.

## Диагностика
Обычно норовирус диагностируют при помощи полимеразной цепной реакции (ПЦР) либо по анализам ПЦР в реальном времени, которые показывают результат уже через несколько часов. Данные анализы достаточно чувствительны и могут определять концентрацию до 10 вирусных частиц.
Такие тесты как иммуноферментный анализ (ИФА) с использованием антител против разных штаммов норовируса доступны на коммерческой основе, но они обладают недостаточной точностью и чувствительностью.

## Профилактика и инфекционный контроль
Иммунитет к Норуолку и норовирусам вообще является временным и зависит от штамма, поэтому каждый заболевший должен принять меры предосторожности, чтобы предотвратить дальнейшее распространение вируса. Рекомендуется мытьё рук. Норовирус может попасть в воздух через рвотные массы больного. Все поверхности в местах, где может присутствовать норовирус, желательно продезинфицировать.
В целях профилактики внутрибольничной инфекции в медицинских учреждениях проводится ряд мероприятий, в том числе ежедневная влажная уборка. В медицинских учреждениях, где распыление хлористых и других едких соединений негативно сказывается на медицинской электронике, применяются системы NAV-CO2.
Регулярная дезинфекция поверхностей, которых касаются люди (выключатели, ручки дверей), в десятки раз уменьшает вероятность заразиться. Мытьё рук также предотвращает заболевание, при этом важно мыть руки правильно.
Компания Ligocyte занималась разработкой вакцины, однако первая фаза клинических испытаний закончилась неудачно.

## Заражение через еду
Вирусы Норуолк передаются при прямом контакте с больным или опосредованно через загрязнённую воду или пищу. В докладе Центра контроля заболеваний (CDC), объектами которого стали 11 вспышек в штате Нью-Йорк, говорится, что предположительно в 7 случаях заболевание передавалось от человека к человеку, в 2 случаях — через пищу, в 1 случае — через воду, а причина ещё одного случая неизвестна. Заражённая вода попадает в организм человека несколькими путями: как водопроводная вода, вода из колодца, вода из открытых общественных водоёмов, бассейнов и вода из автоматов с кубиками льда.
Морепродукты и ингредиенты салатов — еда, которая чаще всего влечёт за собой вспышки Норуолка. Употребление сырых или недостаточно обработанных термически моллюсков и устриц также представляет большой риск инфицирования этим вирусом. Другие продукты питания могут быть заражены от больного во время приготовления им пищи.

## Заболеваемость
В США по количеству зарегистрированных обращений к врачу вирусный гастроэнтерит уступает только обычной простуде. Несмотря на то, что причиной вирусного гастроэнтерита могут быть множество различных вирусов, считается, что около в 1/3 случаев возбудителем заболевания у младенцев от 6 до 24 месяцев были вирусы Норуолк. В развивающихся странах процент людей, у которых развился иммунитет в раннем возрасте, очень высокий. В США процент со временем постепенно увеличивается и достигает отметки 50 % населения старше 18 лет. Тем не менее, постинфекционный иммунитет непродолжителен и не исключает повторное заражение. Согласно современным исследованиям, третья и четвёртая группы крови обладают частичной защитой от симптоматической инфекции.

## Течение болезни и осложнения
Вирус Норуолк вызывает острый гастроэнтерит. Инкубационный период продолжается от 24 до 48 часов, чаще 33—36 часов, заболевание длится 24—60 часов. Осложнения наблюдаются редко: чаще всего пациенты проходят лечение в приёмных отделениях скорой помощи и практически не направляются в обычные больницы. По оценкам специалистов каждый год в США около 300 больных умирают от этой инфекции, прежде всего жертвами становятся дети раннего возраста, люди пожилого возраста и лица с ослабленной иммунной системой.

## Обнаружение в продуктах питания
Стандартные исследования по выявлению вируса Норуолк (РНК-содержащий вирус) в съедобных моллюсках и устрицах по результатам полимеразной цепной реакции с обратной транскриптазой запрашиваются государственными лабораториями, такими как FDA (комиссией по контролю за лекарствами и питательными веществами) в США. При этом стандартные методы определения наличия вируса в продуктах питания не всегда приемлемы из-за неоднородного происхождения разных продуктов, влияющего на концентрацию и экстрагирование вируса, и наличия факторов, которые делают методы анализа ПЦР (полимеразной цепной реакции) неэффективными.

## Классификация

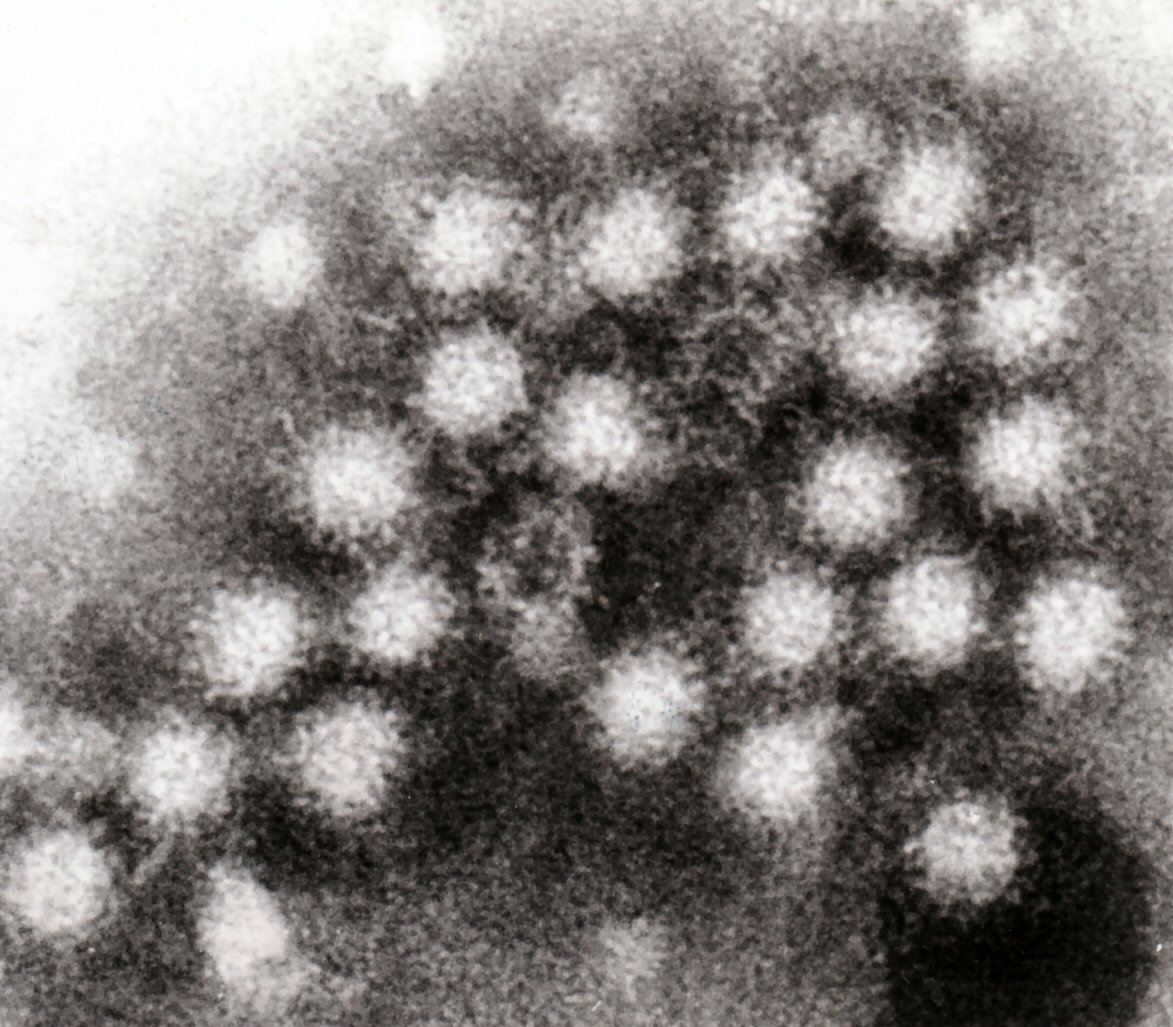
Фотография частиц вируса Норуолк в фекалиях, полученная с помощью трансмиссионного микроскопа

Вирус Норуолк — вирус без внешней оболочки из семейства Caliciviridae, геном которых представлен одноцепочечной (+)РНК, различают несколько генетических групп. Согласно Международному комитету по таксономии вирусов род норовирусов имеет одну разновидность — вирус Норуолк (Norwalk virus), сокращенно «NV». Серотипы, штаммы и изоляты включают:
- вирус Пустыни Шилд (Desert Shield virus) [U04469] (Hu/NLV/DSV395/1990/SR)
- вирус Лордсдейл (Lordsdale virus) [X86557] (Hu/NLV/LD/1993/UK)
- вирус Мексико (Mexico virus)[U22498] (Hu/NLV/MX/1989/MX)
- вирус Норуолк (Norwalk virus) [M87661] (Hu/NLV/NV/1968/US)
- вирус Гавайи (Hawaii virus) [U07611] (Hu/NLV/HV/1971/US)
- вирус Снежных гор (Snow Mountain virus)[L23831] (Hu/NLV/SMV/1976/US)
- вирус Саут-хэмптон (Southampton virus) [L07418] (Hu/NLV/SHV/1991/UK).

Во всём мире вирусы Норуолк являются основной причиной острого гастроэнтерита, часто заболевание проявляется групповыми вспышками в учреждениях. Норовирусы крайне заразны, уже 10 вирусных частиц способны вызвать инфекцию. Заболевание передаётся через заражённую пищу или воду и от человека к человеку. Механизм передачи главным образом фекально-оральный, но есть вероятность заразиться и воздушно-капельным путём, когда возбудители попадают в воздух с капельками рвотных масс. Норовирусы подразделяют на 5 геногрупп: геногруппа I (GI) включает вирус Норволк, вирус Пустыни Шилд и вирус Саут-хэмптон, и группа II (GII) — вирус Бристоль, вирус Лордсдейл, вирус Торонто, вирус Мексико, вирус Гавайи и вирус Снежных гор.
Геногруппы подразделяются на разные кластеры или генотипы. Например, геногруппа II, наиболее превалирующая «человеческая» геногруппа, до настоящего времени содержит 19 генотипов. Геногруппы I, II и IV вызывают поражения у человека, а геногруппа III инфицирует рогатый скот. Геногруппа V недавно была обнаружена у мышей.
Норовирусы геногруппы II, генотип 4 (сокращённо GII4) являются причиной большинства вспышек гастроэнтерита у взрослых и часто перемещаются по всей планете. Недавние образцы содержат US95/96-US-штамм, который имеет отношение к глобальным вспышкам середины и конца 90-х, вирус Фармингтон Хиллс (Farmington Hills) ассоциируется со вспышками в Европе и Соединённых Штатах в 2002 году, а вирус Хантер (Hunter virus) — со вспышками в Европе, Японии и Австралазии 2004 года. В 2006 году наблюдалась очередная мировая волна норовирусной инфекции. В декабре 2007 была зарегистрирована вспышка в загородном клубе на севере Калифорнии, где были инфицированы от 80 до 100 человек. Два новых варианта GII4 стали причиной около 80 % ассоциированных с вирусом Норуолк вспышек. Они были названы 2006a и 2006b. В недавних отчётах говорится о связи между группой крови и восприимчивостью к норовирусной инфекции.
Учёные медицинского факультета университета Вашингтона в Сент-Луисе предположили, что белок MDA-5 может быть первичным иммунным сенсором, который выявляет наличие вирусов Норуолк в организме. Любопытно, что некоторые люди имеют общие вариации MDA-5-гена, что делает их более восприимчивыми к норовирусной инфекции.

## Структура вируса
Геном вируса Норуолк представляет собой одноцепочечную (+)РНК размером приблизительно 7,5 тыс. нуклеотидов, содержащую 3 открытые рамки считывания, кодирующие неструктурный полипептид, претерпевающий автопротеолиз с образованием 5 активных белков, главный структурный белок (VP1) в пределах 58~60 кДа и минорный капсидный белок (VP2). При рассмотрении в электронный микроскоп вирусные частицы демонстрируют аморфное строение поверхности; размер вирусных частиц — между 27 и 38 нм.